# Попель, Степан Михайлович
Степан Михайлович Попель (5 августа 1907 года, село Комарники, ныне в Борынской общине Львовской области — 27 декабря 1987 года, Фарго, Северная Дакота) — польский и американский шахматист украинского происхождения.

## Биография
Украинец по происхождению, Степан Попель получил образование в Львовском университете и знал восемь языков. Он впервые выиграл чемпионат Львова по шахматам в 1929 году, ещё студентом, и впоследствии выигрывал его многократно. Некоторое время работал светским секретарём митрополита Андрея Шептицкого. После оккупации Львова Нацистской Германией Попель перебрался в Краков. Там он опубликовал шахматный учебник и сыграл вничью матч из четырёх партий с Богатырчуком.
В 1944 году Попель перебрался в Париж. Он победил в чемпионатах Парижа 1951, 1953 и 1954 годов и разделил 4—6 места в турнире в Гастингсе 1951—1952 годов.
В 1956 году Попель эмигрировал в США. Поселившись в Детройте, он трижды подряд выиграл чемпионат штата. В 1957 году он победил в North Central Open в Милуоки, опередив, в числе прочих, Роберта Фишера. В 1960 году Попель переехал в Фарго (Северная Дакота), где получил пост профессора французского языка и литературы в университете штата. Попель пять раз выиграл чемпионат Северной Дакоты и неоднократно побеждал в других турнирах в США. Он умер в Фарго в 1987 году.